# Arnold Kruiswijk
Arnold Kruiswijk (Groningen, 2 novembre 1984) è un ex calciatore olandese, di ruolo difensore.

## Carriera
Con la nazionale olandese Under-21 ha vinto due campionati europei di categoria consecutivi tra il 2006 e il 2007.

## Palmarès

### Club
- Coppa dei Paesi Bassi: 1

Vitesse: 2016-2017

### Nazionale
- Campionato d'Europa Under-21: 2

2006, 2007